# Timpurile tulburi

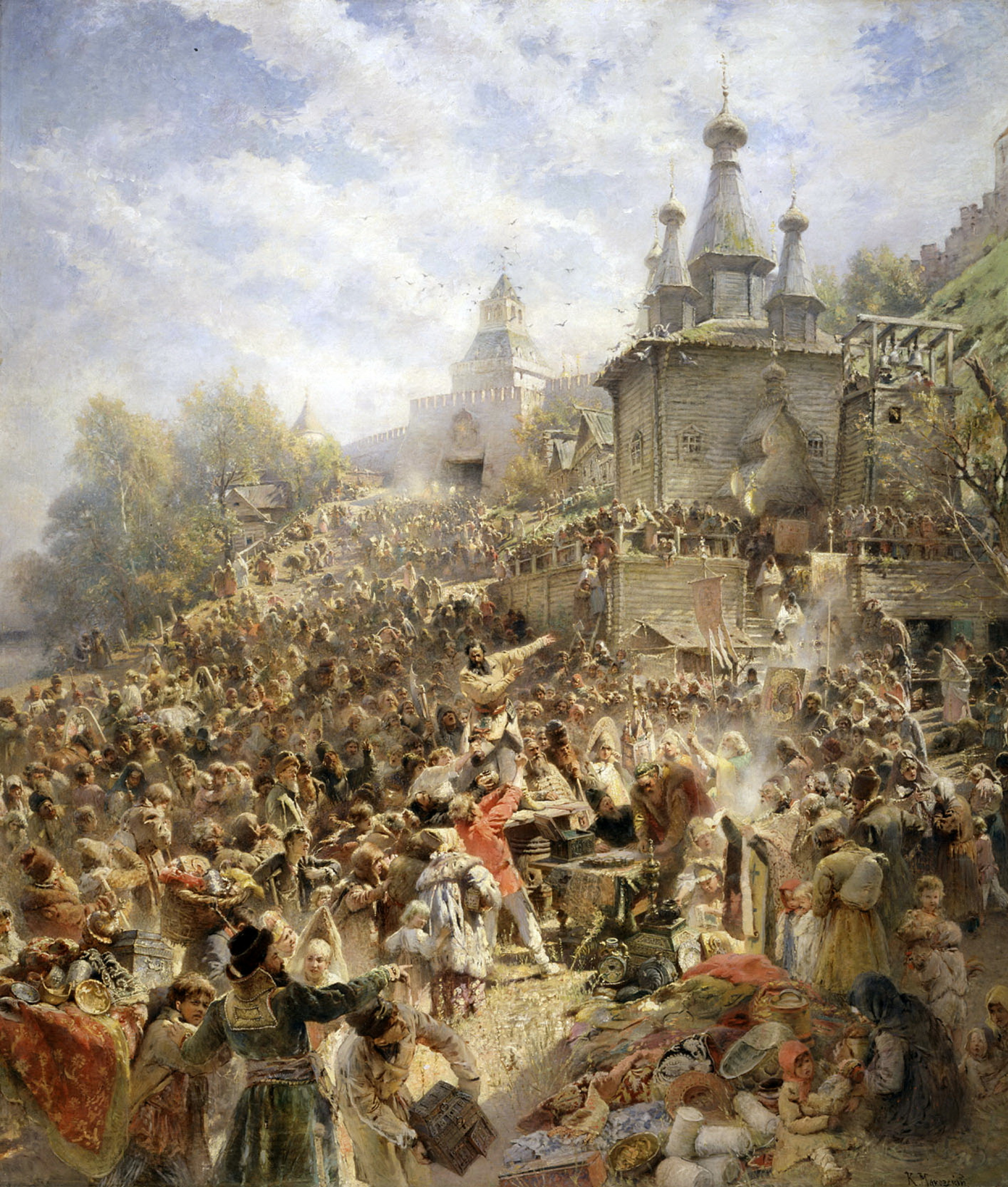
Minin face apel la populaţia din Nijni Novgorod să se ridice la luptă împotriva polonezilor

Timpurile tulburi (în limba rusă: Смутное время, Smutnoie vremia) a fost o perioadă din istoria Rusiei care a cuprins anii de interregnum dintre moartea țarului Rusiei Fiodor I, ultimul reprezentant al dinastiei domnitoare Rurik și momentul fondării dinastiei Romanov din 1613. În această perioadă, Rusia a fost ocupată de Rzeczpospolita în timpul războaielor „Dimitriade”, a suferit o serie de răscoale ale claselor defavorizate și a trebuit să facă față unui val impostori care doreau să rescrie istoria.

## Cauze
După moartea fără urmași a țarului Fiodor, cumnatul și cel mai apropiat consilier al său, boierul Boris Godunov, care condusese de fapt Rusia ca regent al țarului bolnav, a fost urcat pe tron de către Adunarea Boierilor Țării (Zemski Sobor). Scurta domnie a lui Godunov, (1598–1605) nu a fost tot atât de reușită precum a fost perioada regenței. În perioada 1601–1603 s-au înregistrat recolte extrem de slabe, iar în timpul lunilor de vară s-au înregistrat temperaturi foarte scăzute, uneori sub limita de îngheț. Foametea generalizată a dus la moarte prin inaniție a numeroși ruși. Atunci când au fost distribuite alimente și bani locuitorilor Moscovei, hoarde de refugiați au năvălit în capitală, ducând la anarhie economică. Marii boieri ruși, conduși de cei din familia Romanovilor, complotau împotriva monarhului Godunov, care avea o origine nobiliară mai modestă. Guvernarea s-a dovedit incapabilă să facă față numeroaselor probleme: comploturile politice, foametea și epidemiile, bandele de răufăcători care jefuiau zonele rurale și răscoalele cazacilor de pe Don. 
Marii nobili, care se opuseseră alegerii lui Godunov, au alimentat ostilitatea și mișcările contestatoare ale mulțimilor, iar zvonurile conform cărora fratele mai tânăr al fostului țar, Dmitri Ivanovici, mort încă din 1592, ar fi supraviețuit tentativei de asasinat, nu au făcut decât să alimenteze opoziția la guvernarea lui Boris Godunov.

## Falsul Dimitrie
În 1603 a apărut în Uniunea statală polono-lituaniană un individ care s-a autoproclamat „Dimitrie”, fiul cel mai tânăr al lui Ivan cel Groaznic. Această calitate i-ar fi permis să pretindă calitatea de moștenitor al tronului Rusiei. De fapt, Dimitrie murise înaintea fratelui său, Fiodor, fiind înjunghiat, după cum se spune, la porunca lui Godunov. Individul misterios care pretindea că era Dimitrie era un impostor, dar a fost acceptat drept moștenitorul de drept al tronului Rusiei de o mare parte a populației și a primit un important sprijin politic din afara granițelor țaratului, în special în Polonia și Statul Papal. Polonezii îl vedeau pe impostor drept o unealtă potrivită pentru extinderea influenței lor în Rusia, prin intermediul căruia puteau cel puțin să-și slăbească vecinul. Papalitatea considera ca Falsul Dimitrie putea fi folosit pentru trecerea ortodocșilor ruși sub influența Bisericii Catolice. 

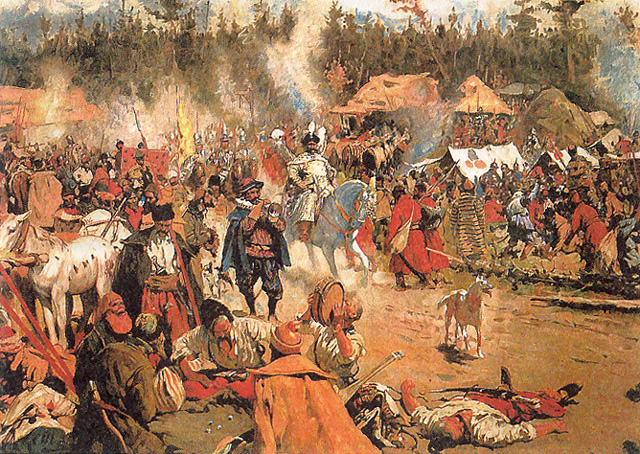
În timpurile tulburi, tablou de Serghei Ivanov

Câteva luni după „apariția” impostorului în Polonia, o mică forță armată de 4.000 de polonezi, lituanieni, exilați ruși, mercenari germani și cazaci de pe Nipru și Don au traversat granița într-o acțiune care a marcat începutul intervenției Rzeczpospolitei în Rusia, cunoscută și ca „Războaiele Dimitriade”. Deși polonezii nu au declarat în mod oficial război Rusiei, (regele polonez Sigismund al III-lea Vasa s-a opus la început intervenției militare), o serie de magnați puternici s-au decis să-l sprijine pe impostor cu militarii armatelor lor particulare și cu bani. Dimitrie s-a căsătorit prin procură cu Marina Mniszech și, imediat după moartea lui Boris Godunov în 1605. și-a făcut intrarea triumfală în Moscova.

## Domnia lui Șuiski
Domnia lui Dmitri a fost una scurtă. În mai puțin de un an, el a trebuit să facă față unei conspirații formate de un kneaz ambițios din dinastia Rurik, Vasili Șuiski. Dmitri a fost asasinat, împreună cu numeroși susținători ai săi, la scurtă vreme după nunta sa celebrată în Kremlinul din Moscova. S-a estimat că aproximativ 2.000 de polonezi au fost uciși de Șuiski și susținătorii săi. Reacția polonezilor la acest masacru a fost virulentă, dar decizia de organizare a unei intervenții militare pentru răzbunarea morților a fost amânată.
Capul conspiratorilor, Șuiski, a pus mâna pe putere și a fost ales țar de o adunare compusă din membrii facțiunii sale, dar nicio parte din conflict, (boierii ruși, magnații polono-lituanieini, cazacii, mercenarii germani), nu au fost satisfăcuți de această schimbare. În scurt timp a apărut un nou impostor, care se autoproclama ca adevăratul Dmitri, fiu și moștenitor al lui Ivan cel Groaznic. La fel precum predecesorul său, și acest impostor s-a bucurat de sprijinul și protecția magnaților polono-lituaniei. Șuiski a luat hotărârea să se alieze cu Suedia și, în fața acestei amenințări, regele Poloniei Sigismund al III-lea Vasa a luat hotărârea să intervină direct în afacerile interne ale Rusiei.

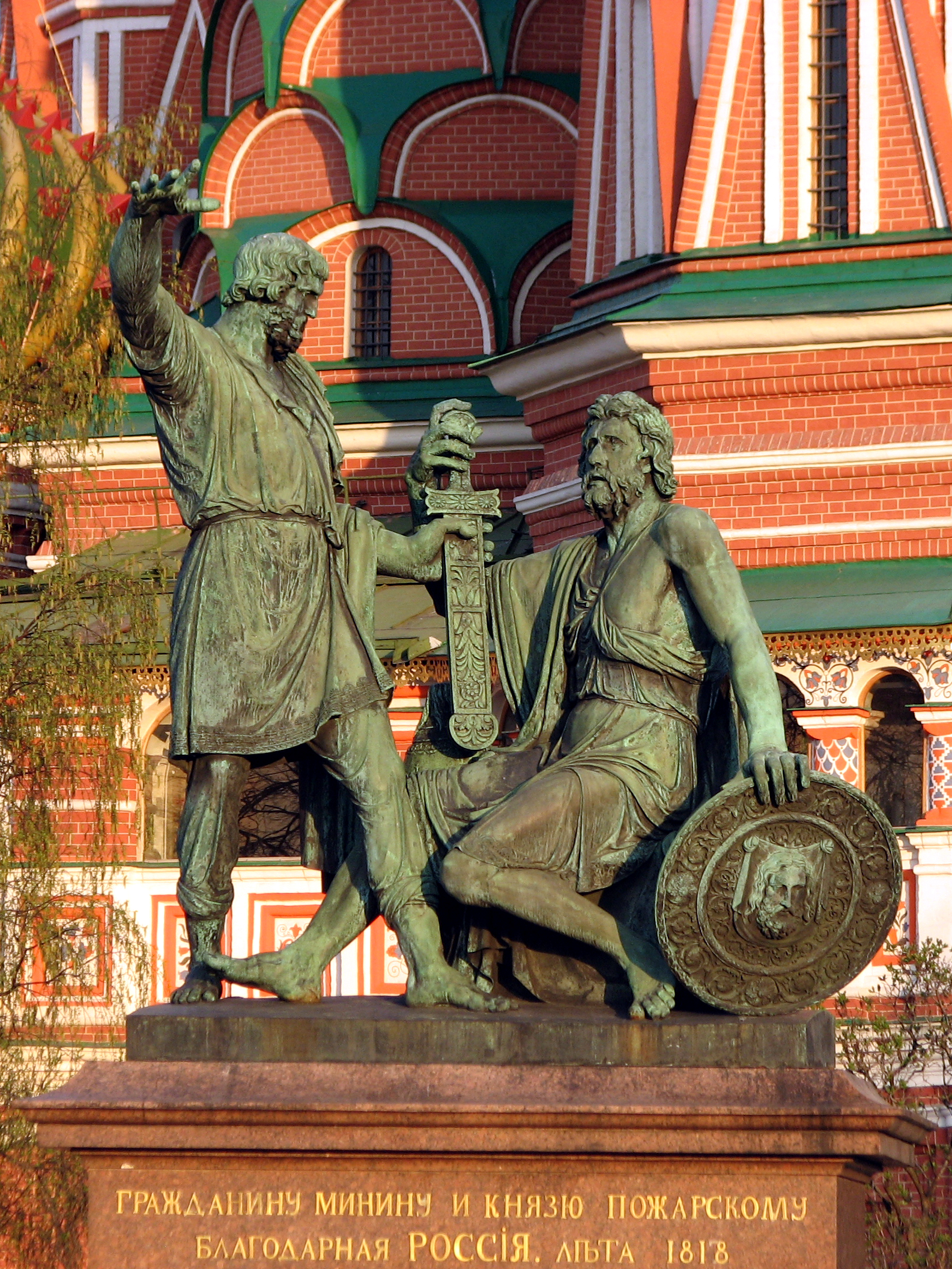
Monumentul lui Pojarski şi Minin din faţa Catedralei Sfântul Vasile

## A doua ocupație
Trupele polono-lituaniene au traversat granița cu Rusia și au asediat fortăreața Smolenskului. După ce forțele ruso-suedeze au fost înfrânte în bătălia de la Klușino. Șuiski a fost forțat să abdice. În schimb, impostorul Dimitrie nu a reușit să ocupe tronul, pentru că magnatul polonez Stanisław Żółkiewski l-a încoronat țar pe fiul regelui Sigismund, Władysław. O parte a populației Moscovei i-a jurat credință lui Władysław, cu condiția ca acesta din urmă să le asigure anumite previlegii și să mențină ortodoxia. În aceste condiții, trupele poloneze au reușit să intre în oraș și să ocupe Kremlinul. 
Regele polonez s-a opus însă compromisului, hotărând să ocupe el tronul Rusiei și să convertească țara la catolicism. Aceste decizii au făcut să crească sentimentele antipoloneze și anticatolice în rândul rușilor. În același timp, decizia poloneză nu a fost nici pe placul suedezilor, care au declanșat războiul pentru controlul țărmului baltic și l-au sprijinit pe propriul lor pretendent la tronul Rusiei, cel de-al treilea impostor „Dimitrie”. 
Rusia era din nou într-o situație vecină cu dezastrul. La conducerea țării nu se afla un lider legitim. Facțiunile boierești se luptau între ele pentru putere. Patriarhul Hermoghen era întemnițat. Polonezii catolici ocupau Kremlinul din Moscova și Smolenskul, iar suedezii protestanți ocupau Novgorodul. Raidurile de jaf ale tătarilor din Crimeea depopulaseră și pustiiseră regiunile din sudul Rusiei, iar cetele de răufăcători atacau pe tot întinsul țării. Numeroși ruși muriseră în timpul luptelor și răscoalelor. Soldații polonezi și mercenarii germani au înăbușit în perioada 17 -19 martie 1611 o răscoală în Moscova, masacrând 7.000 de locuitori și au incendiat orașul. Numeroase alte orașe au fost devastate sau puternic slăbite. De exemplu, pe 22 septembrie 1612, trupele polono-lituaniene au masacrat populația și clerul din Vologda.

## Lupta pentru independență
Situația de criză fără precedent i-a împins pe ruși la luptă. Sub conducerea negustorului novgorodean Kuzma Minin și a cneazului Dmitri Pojarski a izbucnit un război patriotic de eliberare. După bătălia pentru eliberarea Moscovei de pe 22 octombrie (stil vechi / 4 noiembrie (stil nou) 1612 , invadatorii polonezi s-au retras din Kremlin, iar în perioada 24 – 27 octombrie și restul armatei poloneze din regiunea capitalei rusești a fost nevoită să se retragă. Garnizoana Kremlinului a capitulat în fața lui Pojarski. 
Rusia sărbătorește începând din 2005 eliberarea Moscovei de pe 4 noiembrie 1612, în cadrul „Zilei Unității Naționale”. 
Pe 21 februarie 1613, Zemski Sobor l-a ales în unanimitate pe Mihail Romanov, (fiul mai mic al mitropolitului Filaret), drept țar. Mihail Romanov era înrudit prin soția sa cu Dinastia Rurik și, în conformitate cu tradiția populară, a ajuns monarh doar datorită faptului că a fost salvat din mâinile dușmanilor de un țăran-martir, Ivan Susanin. 
Războiul ingrian cu suedezii a durat până în 1617, când a fost semnat Tratatul de la Stolbovo, iar războaiele „Dimitriade” s-au încheiat în 1619, când s-a semnat Pacea de la Deulino. Rusia a fost obligată în ambele cazuri să facă o serie de concesii teritoriale, care aveau însă să fie recuperate în secolele care aveau să urmeze. Partea pozitivă a acestei crize a fost unificare societății ruse în jurul țarului Romanov și punerea bazelor viitorului Imperiu Rus. 

## Reflectarea „Timpurilor tulburi” în artă

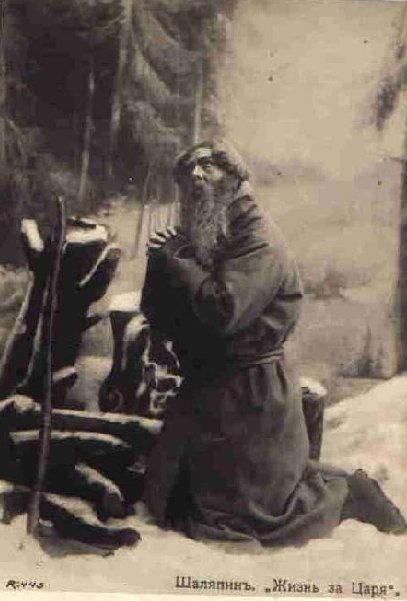
Fiodor Şaliapin în rolul lui Ivan Susanin din opera omonimă

Perioada „Timpurilor tulburi” a inspirat numeroși artiști din Rusia și din afara granițelor ei. Printre evenimentele cele mai celebrate se numără eliberarea Moscovei de către voluntarii lui Pojarski și Minin, lupta dintre Boris Godunov și Falsul Dimitrie și povestea lui Ivan Susanin, care s-a sacrificat pentru a-l salva pe Mihail Romanov. 
Printre creațiile dedicate acestor timpuri se numără: 
- Opera Ivan Susaniv de Mihail Glinka,
- Piesa de teatru Boris Godunov de Aleksandr Pușkin,
- Opera Boris Godunov de Modest Musorgski, după piesa lui Pușkin,
- Monumentul lui Minin și Pojarski din Piața Roșie din Moscova,
- Filmul „Minin și Pojarski” de Vsevolod Pudovkin

și numeroase picturi ale unor artiști ruși și polonezi.